# Wohn- und Wirtschaftsgebäude Hauptstraße 74

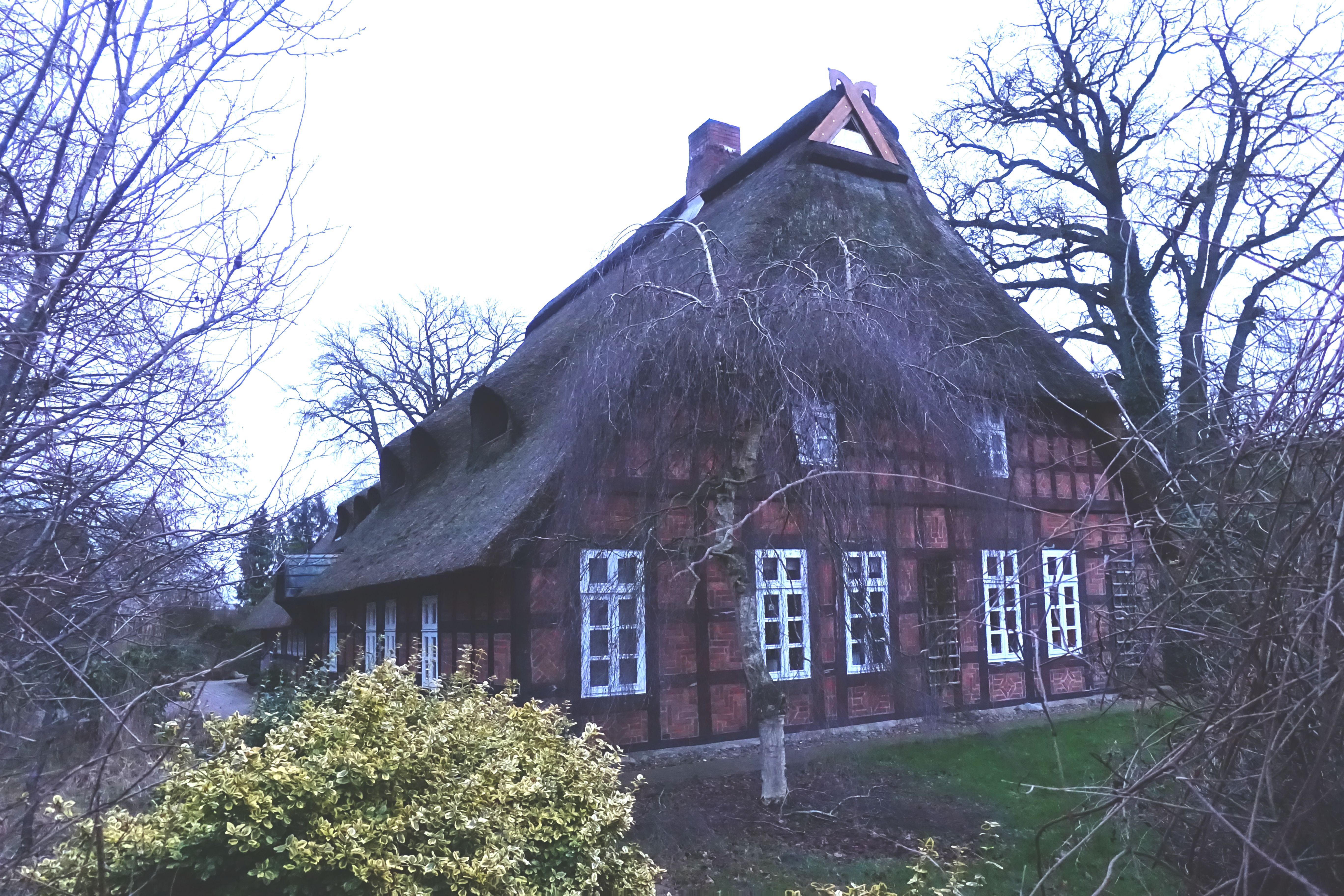
Nordost- und Nordwestfassade (2023)

Das Wohn- und Wirtschaftsgebäude Hauptstraße 74 in der niedersächsischen Gemeinde Beverstedt, Ortsteil Bokel, im Landkreis Cuxhaven, stammt vom 18. Jahrhundert. Aktuell (2024) wird es wohl gewerblich und als Wohnhaus genutzt.
Das Gebäude steht unter Denkmalschutz (siehe auch Liste der Baudenkmale in Beverstedt).

## Beschreibung
Das eingeschossige giebelständige Wohn- und Wirtschaftsgebäude als Zweiständer-Hallenhaus in Fachwerk mit Steinausfachungen, mit südöstlichem Wirtschaftsteil mit niedrigerer Firsthöhe als der Wohnteil an der Hauptstraße, mit reetgedecktem Krüppelwalmdach und Niedersachsengiebel mit Uhlenloch und niedersächsischen Pferdeköpfen, der Grooten Door mit Rundbogen, stammt von 1769 (Inschrift). Es ist eines der älteren Hallenhäuser des Landkreises. Das Gebäude wurde saniert.
Das Landesdenkmalamt befand u. a.: „… an dessen Erhaltung aus geschichtlichen und städtebaulichen Gründen wegen des ortsgeschichtlichen, gebäudetypischen, straßen-, orts- und hofbildprägenden Zeugniswerts ein öffentliches Interesse besteht ….“